# Frederik Adolf van Lippe-Detmold
Frederik Adolf (Detmold, 2 september 1667 - Detmold, 18 juli 1718), was graaf van Lippe-Detmold van 1697 tot 1718. Hij was een zoon van graaf Simon Hendrik en diens vrouw Amalia van Dohna-Schlobitten. Na de dood van zijn moeder in 1700 volgde hij haar op in de heerlijkheid Vianen.
Hij huwde tweemaal. Voor de eerste keer op 16 juni 1692 met Johanna Elisabeth van Nassau-Dillenburg (Kasteel Schaumburg, bij Limburg an der Lahn 5 september 1663 – Detmold 18 juli 1700), dochter van graaf Adolf van Nassau-Schaumburg. Uit dit huwelijk werden zes kinderen geboren:
- Simon Hendrik Adolf (1694 – 1734), graaf van Lippe-Detmold 1718-1734
- Karel Frederik (Detmold, 1 januari 1695 - aldaar, 28 mei 1725)
- Amalia (Detmold 11 november 1695 - aldaar, 22 december 1696)
- Charlotte Amalia (Detmold, 7 september 1697 - aldaar, 14 juni 1699)
- Leopold Herman (Detmold, 8 augustus 1698 - aldaar, 31 augustus 1701)
- Frederik August (Detmold, 5 november 1699 - aldaar, 11 december 1724)

Op 16 juni 1700 trouwde hij voor een tweede keer met Amalia van Solms-Hohensolms (13 oktober 1678 – Detmold, 14 februari 1746), dochter van graaf Lodewijk van Solms-Hohensolms. Uit dit huwelijk sproten zeven kinderen:
- Amalia Louise (Detmold 5 augustus 1701 - Cappel, 19 april 1751)
- Elisabeth Charlotte (12 juli 1702 - 27 maart 1754), abdis van het Sint-Mariaklooster in Lemgo 1713-1751
- Karel Simon Lodewijk (Detmold, 1 oktober 1703 - Wenen, 28 maart 1723)
- Francisca Charlotte (Detmold, 11 november 1704 - Burgsteinfurt, 12 juni 1738), zij trouwde te Detmold op 4 juli 1724 met graaf Frederik Belgicus Karel van Bentheim-Steinfurt (24 januari 1703 - 7 juni 1733). Hij was een zoon van Ernst van Bentheim-Steinfurt graaf van Bentheim-Steinfurt (1661-1713) en Isabella Justine van Horne.
- Maximiliaan Hendrik (Runkel, 12 juni - aldaar, 17 juni 1706)
- Karel Jozef (Detmold 25 augustus 1709 - 27 maart 1726)
- Frederika Adolfine (Detmold, 24 oktober 1711 - aldaar, 10 mei 1766), zij trouwde op 3 april 1736 met Frederik Alexander van Lippe-Detmold (Lemgo, 21 maart 1700 - Detmold, 21 juli 1769)